# Пламен Богданов
 Пламен Николов Богданов е български офицер, бригаден генерал, доктор по Организация и управление на въоръжените сили.

## Биография
Роден е на 24 май 1962 г. в Телиш. През 1980 г. завършва спортно училище „Георги Бенковски“ в Плевен. Между 1980 и 1985 г. учи във Военновъздушното училище „Георги Бенковски“ със специалност „Щабни Военновъздушни сили“. Между 1993 и 1995 г. завършва Военната академия в София. От 1985 до 1990 г. е помощник началник-щаб по разузнавателните въпроси на Петнадесети изтребителен авиополк. Между 1990 и 1993 г. е началник-щаб на полка. Бил е старши помощник-началник на Оперативно отделение в първа дивизия ПВО (1995 – 1996), помощник-началник на отдел в ГЩ (1996 – 1998), началник-щаб на 1-ва изтребителна авиационна база (1998 – 2000) и заместник-началник на канцелария в Главния щаб на ВВС (2000 – 2003). От 2003 до 2004 г. е заместник-началник на щаба, той и началник на Оперативен отдел в командването на ПВО. На 3 май 2004 г. е назначен за началник-щаб на командване „Противовъздушна отбрана“, като на 4 май 2005 г. е преназначен на същата длъжност.. На 22 декември 2005 г. е освободен от длъжността началник-щаб на командване „Противовъздушна отбрана“. В периода 2006 – 2008 г. е началник на Оперативно управление и Оперативен отдел в Главния щаб на ВВС. От 2008 до 2009 г. учи Стратегическо ръководство на отбраната и въоръжените сили във Военната академия в София. След това е назначен за началник на отдел „Оперативен“ в Щаба по подготовката на ВВС. Между 2010 и 2011 г. е началник на щаба на Военновъздушните сили. От 2011 до 2012 г. е заместник-началник на Щаба на Военновъздушните сили. В периода 1 юли 2012 – октомври 2015 е командир на База за командване, управление и наблюдение (КУН) От 2010 до 2015 г. е национален представител в Комитета на НАТО по противовъздушна и противоракетна отбрана. С указ № 74 от 30 април 2015 г. е назначен на длъжността началник на Националния военен университет „Васил Левски“ и удостоен с висше офицерско звание бригаден генерал, считано от 30 юни 2015 г.
С Указ № 199 от 6 август 2019 г. бригаден генерал Пламен Богданов е освободен от длъжността началник на Националния военен университет „Васил Левски“ и от военна служба, считано от 15 август 2019 г.
Награждаван е с Награден знак за вярна служба под знамената – III ст. (2001), награден знак „За принос към Министерството на отбраната“ (2009) и други.

## Военни звания
- Лейтенант – 1985
- Старши лейтенант – 1988
- Капитан – 1991
- Майор – 1996
- Подполковник – 1999
- Полковник – 2003
- Бригаден генерал – 30 юни 2015

## Образование
- Военновъздушно училище „Георги Бенковски“ – (1980 – 1985)
- Военна академия „Г.С.Раковски“ (1993 – 1995)
- Стратегически курс – ВА „Г.С.Раковски“ – София (2002 – 2003)
- Генералщабен курс – ВА „Г.С.Раковски“ – София (2008 – 2009)